# Shorttrack-Weltmeisterschaften 2019
Die Shorttrack-Weltmeisterschaften 2019 fanden vom 8. bis zum 10. März 2019 in der Arena Armeec in Sofia statt.

## Sieger

### Medaillenspiegel
| Rang   | Land                | Gold | Silber | Bronze | Gesamt |
| ------ | ------------------- | ---- | ------ | ------ | ------ |
| 1      | Südkorea            | 8    | 5      | 2      | 15     |
| 2      | Niederlande         | 4    | 0      | 1      | 5      |
| 3      | Volksrepublik China | 0    | 3      | 1      | 4      |
| 4      | Russland            | 0    | 2      | 3      | 5      |
| 4      | Kanada              | 0    | 2      | 3      | 5      |
| 6      | Japan               | 0    | 0      | 1      | 1      |
| 6      | Ungarn              | 0    | 0      | 1      | 1      |
| Gesamt | Gesamt              | 12   | 12     | 12     | 36     |

### Männer
| Disziplin      | Gold                                                                         | Gold         | Silber                                                                 | Silber       | Bronze                                                                        | Bronze       |
| -------------- | ---------------------------------------------------------------------------- | ------------ | ---------------------------------------------------------------------- | ------------ | ----------------------------------------------------------------------------- | ------------ |
| Mehrkampf      | Lim Hyo-jun Südkorea                                                         | 102 Punkte   | Hwang Dae-heon Südkorea                                                | 55 Punkte    | Semjon Jelistratow Russland                                                   | 44 Punkte    |
| 500 m          | Hwang Dae-heon Südkorea                                                      |              | Wu Dajing Volksrepublik China                                          |              | Ren Ziwei Volksrepublik China                                                 |              |
| 1000 m         | Lim Hyo-jun Südkorea                                                         | 1:26,468 min | Hwang Dae-heon Südkorea                                                | 1:26,657 min | Semjon Jelistratow Russland                                                   | 1:26,660 min |
| 1500 m         | Lim Hyo-jun Südkorea                                                         | 2:31,632 min | Samuel Girard Kanada                                                   | 2:31,685 min | Lee June-seo Südkorea                                                         | 2:31,717 min |
| 3000 m         | Lim Hyo-jun Südkorea                                                         | 5:00,998 min | Semjon Jelistratow Russland                                            | 5:01,120 min | Keita Watanabe Japan                                                          | 5:01,847 min |
| 5000-m-Staffel | Südkorea Hong Kyung-hwan Hwang Dae-heon Park Ji-won Lee June-seo Lim Hyo-jun |              | Volksrepublik China Wu Dajing Yang Shuai Xu Hongzhi Sun Long Ren Ziwei |              | Ungarn Alex Varnyú Shaolin Sándor Liu Cole William Isaac Krueger Csaba Burján |              |

### Frauen
| Disziplin      | Gold                                                                      | Gold         | Silber                                                                                       | Silber       | Bronze                                                                                              | Bronze       |
| -------------- | ------------------------------------------------------------------------- | ------------ | -------------------------------------------------------------------------------------------- | ------------ | --------------------------------------------------------------------------------------------------- | ------------ |
| Mehrkampf      | Suzanne Schulting Niederlande                                             | 81 Punkte    | Choi Min-jeong Südkorea                                                                      | 76 Punkte    | Kim Boutin Kanada                                                                                   | 37 Punkte    |
| 500 m          | Lara van Ruijven Niederlande                                              |              | Fan Kexin Volksrepublik China                                                                |              | Suzanne Schulting Niederlande                                                                       |              |
| 1000 m         | Suzanne Schulting Niederlande                                             |              | Choi Min-jeong Südkorea                                                                      |              | Kim Boutin Kanada                                                                                   |              |
| 1500 m         | Choi Min-jeong Südkorea                                                   |              | Kim Boutin Kanada                                                                            |              | Sofia Proswirnowa Russland                                                                          |              |
| 3000 m         | Suzanne Schulting Niederlande                                             | 5:26,880 min | Choi Min-jeong Südkorea                                                                      | 5:26,980 min | Kim Ji-yoo Südkorea                                                                                 | 5:27,039 min |
| 3000-m-Staffel | Südkorea Shim Suk-hee Choi Min-jeong Kim Ji-yoo Kim Geon-hee Choi Ji-hyun |              | Russland Sofia Proswirnowa Emina Malagitsch Jekaterina Konstantinowa Jekaterina Jefremenkowa |              | Kanada Courtney Lee Sarault Kim Boutin Alyson Charles Camille de Serres-Rainville Kasandra Bradette |              |